# 基因水平轉移

生物三域中的基因水平转移与垂直传递

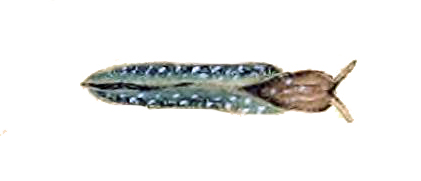
綠葉海蛞蝓（Elysia chlorotica）擁有盜食體質，可吸收藻類中的葉綠體。使用葉綠體基因的光合作用繼續可達12個月，這是因為藻類核基因被轉移到定向海蛞蝓細胞核內。

基因水平轉移（英語：horizontal gene transfer）又稱水平基因轉殖、"橫向基因轉移"或基因側向轉移（lateral gene transfer），指生物個體之間互相遺傳物質而通過生殖將其傳給子代的過程。基因水平转移对于细菌的进化至关重要，但高等生物也会发生基因水平转移。
在细菌之中，基因水平转移的常见途径包括接合、转导及转化。质粒与温和噬菌体是常见的细菌基因水平转移的载体。例如，在细菌获得抗生素抗药性过程中，抗药性基因可通过基因水平转移迅速在细菌之间传播，最终使整个菌群快速获得对抗生素的抗药性。

## 历史
生物学史上的经典实验之一的格里菲斯实验中，无毒性的R型肺炎链球菌与高温杀灭的有毒性的S型肺炎链球菌混合后注射入小鼠体内，R型肺炎链球菌会转化成有毒性的S型肺炎链球菌将小鼠杀死。只是当时的人们尚不清楚这一现象是由基因水平转移造成的，也不知道这一现象背后的机制就是R型肺炎链球菌摄取了S型肺炎链球菌的质粒进而转变成了S型肺炎链球菌。
直到1951年，科学家才第一次真正发现基因水平转移现象。当时，困扰医学界的一个问题是，许多白喉患者很早就感染了病原体白喉棒杆菌但并不发病，而是在某一个时间节点后才突然发病。在对这一现象的研究过程中， 巴斯德研究所的安德列·利沃夫团队发现这背后的原理是一个病毒基因转入白喉棒杆菌后，弱毒性的白喉棒杆菌菌株会转变成强毒性的菌株，因此使病人突然患上白喉。安德列·利沃夫后来因为这项工作获得了1965年的诺贝尔生理医学奖。1959年，科学家从不同物种的细菌之间传递抗生素抗药性的过程中发现了细菌与细菌之间的基因水平转移。

## 基因水平轉移生物
- 蛭形輪蟲[17]
- 水熊
- 綠葉海天牛